# Jean Baptiste Édouard Detaille
Jean Baptiste Édouard Detaille (5 de octubre de 1848 – 23 de diciembre de 1912) fue un pintor de estilo académico francés. Vivió la mayor parte de su vida en Ville d'Avray.

## Biografía
Nacido en el seno de una familia acomodada, relacionada con el ejército, Jean Baptiste sería el mayor de ocho hijos. Quiso estudiar con el pintor Alexandre Cabanel, pero finalmente logró entrar a la edad de 17 años en el taller de pintura de Jean-Louis-Ernest Meissonier. Debutó gracias al impulso de este último y logró una medalla en el Salón con el cuadro la Halte de tambours, adquirido por la princesa Matilde Bonaparte, prima del Emperador Napoleón III.

## Guerra franco-prusiana
Participó en la guerra franco-prusiana de 1870, alistándose en el 8ème Bataillon de la Garde National mobile. Intervino en la batalla de Champigny y en numerosas acciones durante el sitio de París por las tropas Prusianas. Dos de sus hermanos menores murieron durante este conflicto. Después de la guerra, se dedicó a pintar con más profundidad sobre temas militares, en especial, sobre el conflicto Franco Prusiano. Obras como Salut aux Blessés (1877), La défense de Champigny (1879) o Le soir de Rezonville, están inspiradas en hechos vividos por el autor.
Junto a su amigo Alfonse de Neuville, pintó un gran panorama de las batallas de Champigny y Rezonville. En 1874 mandó construir su estudio en el 129 del boulevard Malesherbes, cerca del estudio de su maestro Jean-Louis-Ernest Meissonier. Por este taller pasarían Jean-Jacques Berne-Bellecour, Gustave Bourgain, Raymond Desvarreux, Josep Cusachs Cusachs y Pierre Benigni.
Viajó por Europa entre 1879 y 1884; en su visita a Inglaterra pintó un cuadro para el príncipe de Gales, futuro rey Eduardo VII y durante su estancia en Rusia, otro para el zar Alejandro III de Rusia.
Fue elegido miembro de la Academia de Bellas Artes de Francia en 1892, presidente de la Sociedad de artistas franceses en 1895 y contribuyó a la creación del Museo del ejército en París. Fue Gran oficial de la Legión de Honor, titular de la medalla colonial, gran cordón de San Estanislao de Rusia y miembro de la Royal Academy de Londres.
Fue también uno de los promotores del acuerdo de no agresión entre Francia e Inglaterra llamado Entente cordiale (en francés, 'Entendimiento cordial') en 1904, como unos años antes había sido protagonista decisivo de la alianza franco-rusa en 1894.
Por sus conocimientos y estudios de los uniformes franceses, participó en la publicación del libro Types et uniformes de l'Armée française de Jules Richard, con 390 ilustraciones sobre uniformes del ejército francés entre 1790 y 1885. Pintó un tríptico en el Panteón de París entre 1904]y 1905 llamado Vers la gloire (Hacia la gloria).
Murió el 23 de diciembre de 1912, y su funeral se realizó en la iglesia de Saint-Charles-de-Monceau; una compañía del 28ème régiment d’infanterie rindió honores durante el funeral. Detaille diseñaría el uniforme de este regimiento. Está enterrado en el cementerio de Père-Lachaise (división 66).
Una calle de París, en el barrio de La Plaine Monceau, le es dedicada, a dos pasos de otra calle nombrada en honor a su maestro, Jean-Louis-Ernest Meissonier.

## Obras ilustradas
- L'Armée française : types et uniformes (1885-1889). Ilustrado por Édouard Detaille y texto de Jules Richard.
- Autour du Concile : souvenirs et croquis d'un artiste à Rome (1887). Ilustraciones de Édouard Detaille, gravados por Ferdinand Heilbuth y texto de Charles Yriarte.
- Cavaliers de Napoléon (1895). Ilustrado por Édouard Detaille y texto de Frédéric Masson.

## Galería

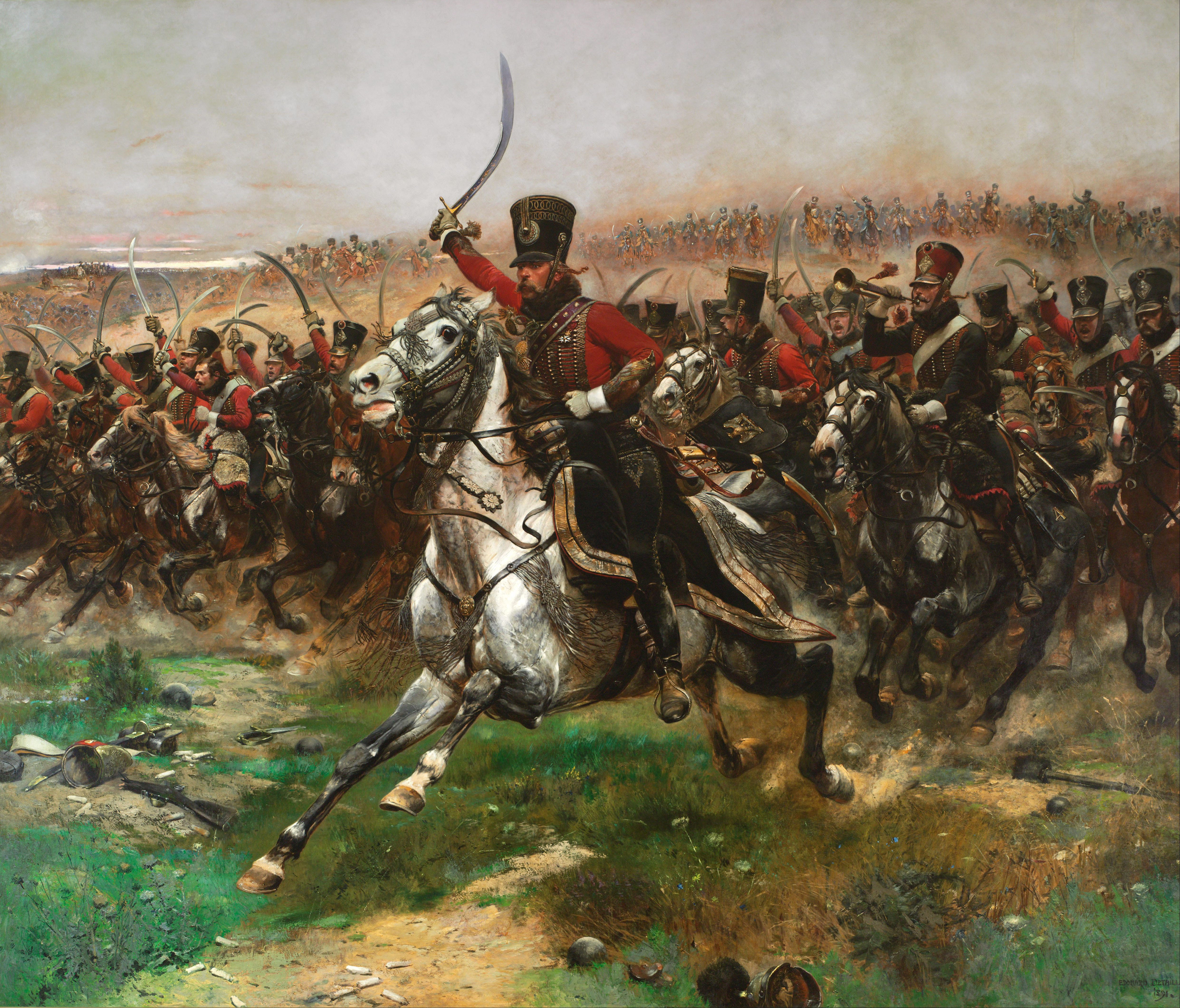
¡Viva el Emperador!, 1891.
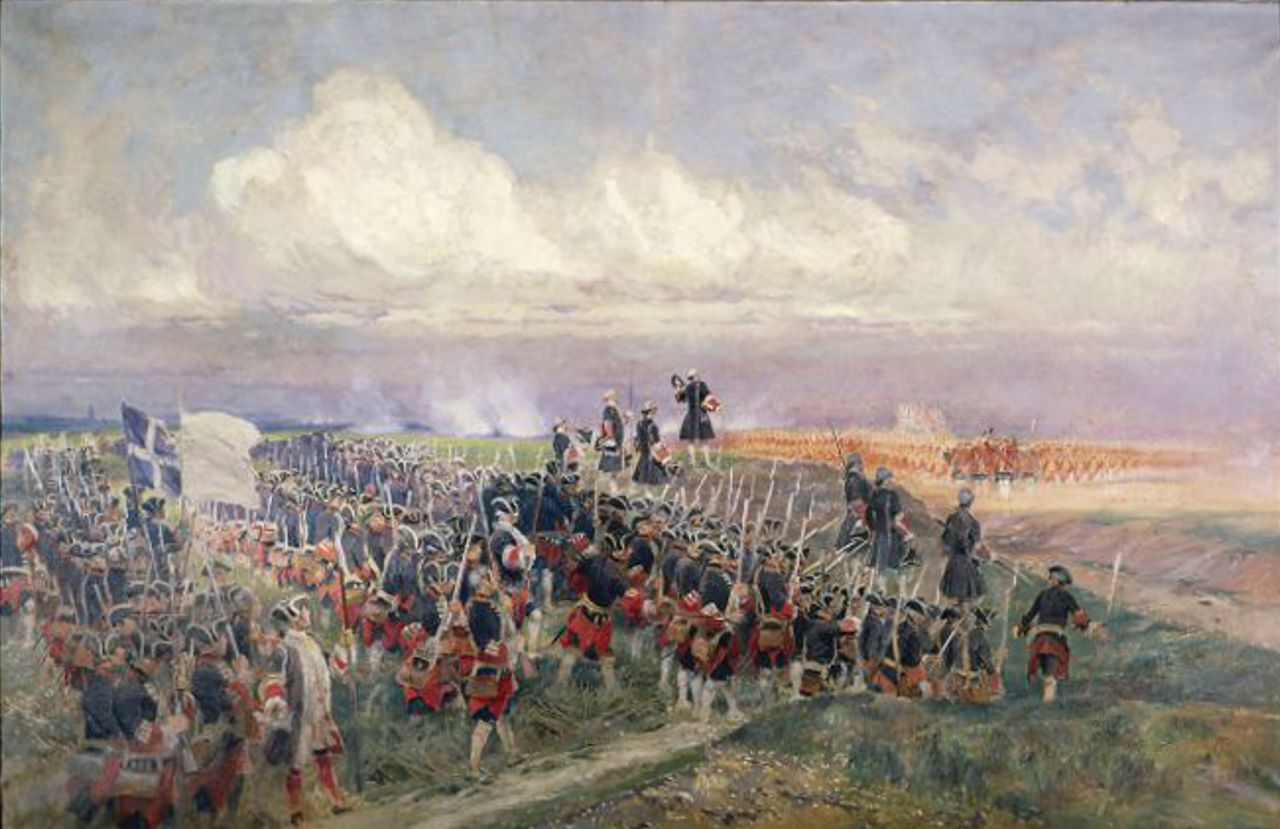
La Batalla de Fontenoy.
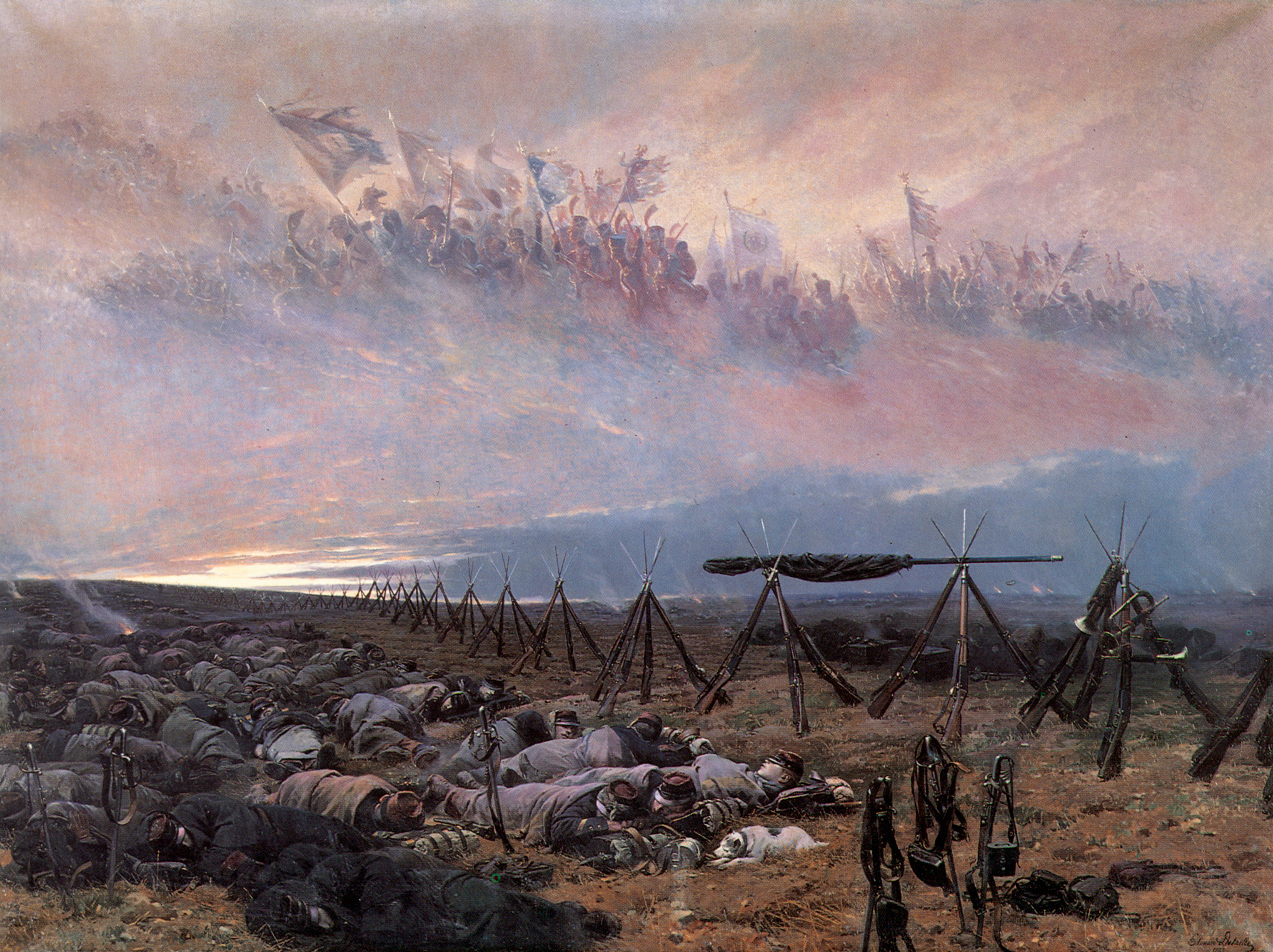
El Sueño 1888.
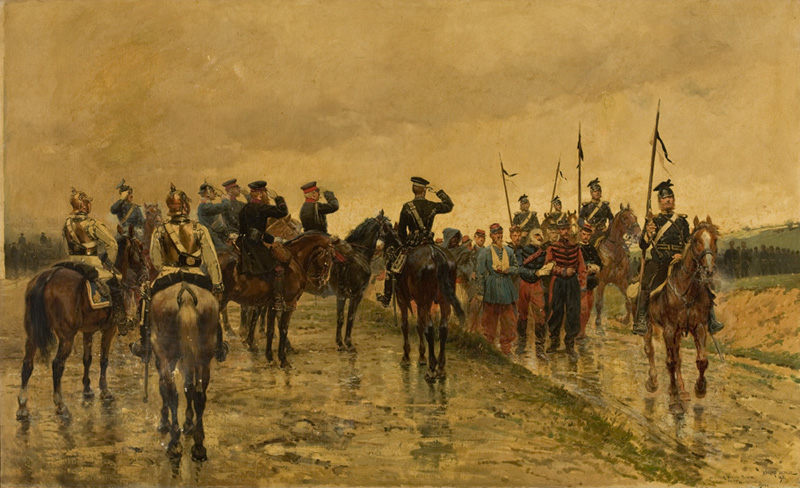
El saludo a los heridos (1877), 80 × 130 cm, Museo de Arte de São Paulo.
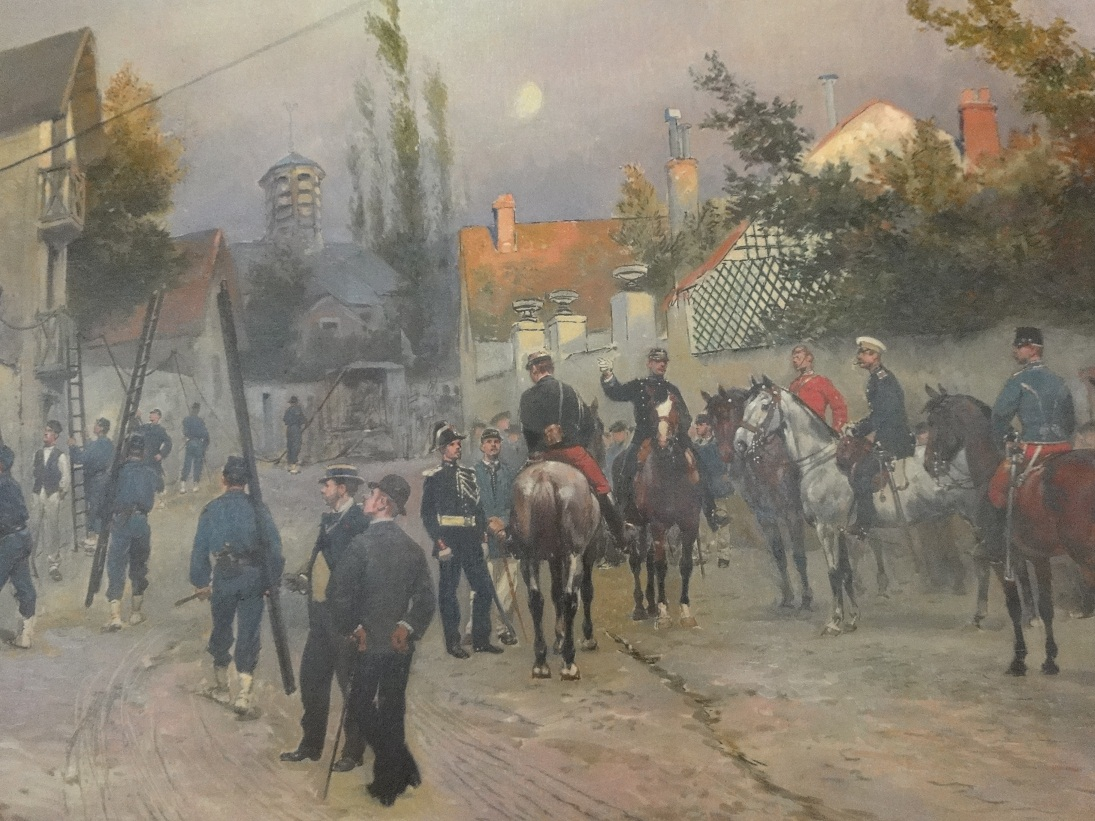
Telegrafista trabajando en una villa en presencia de oficiales extranjeros (1880).

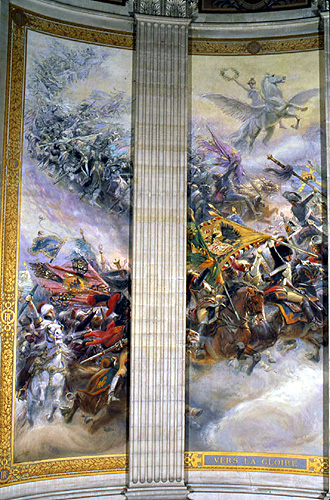
Detalle del tríptico en el Panteón de París.
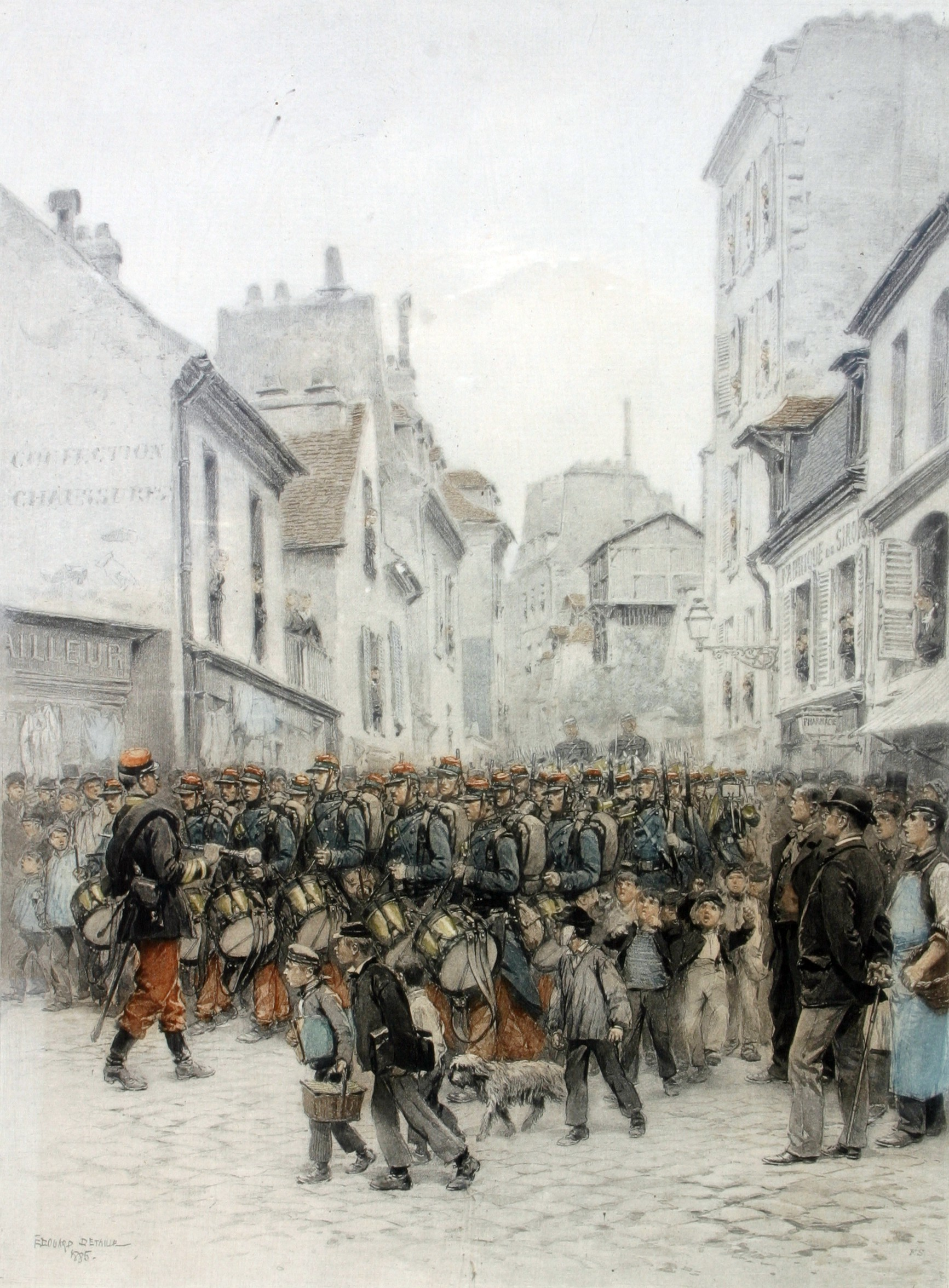
Paso del regimiento, 1885.
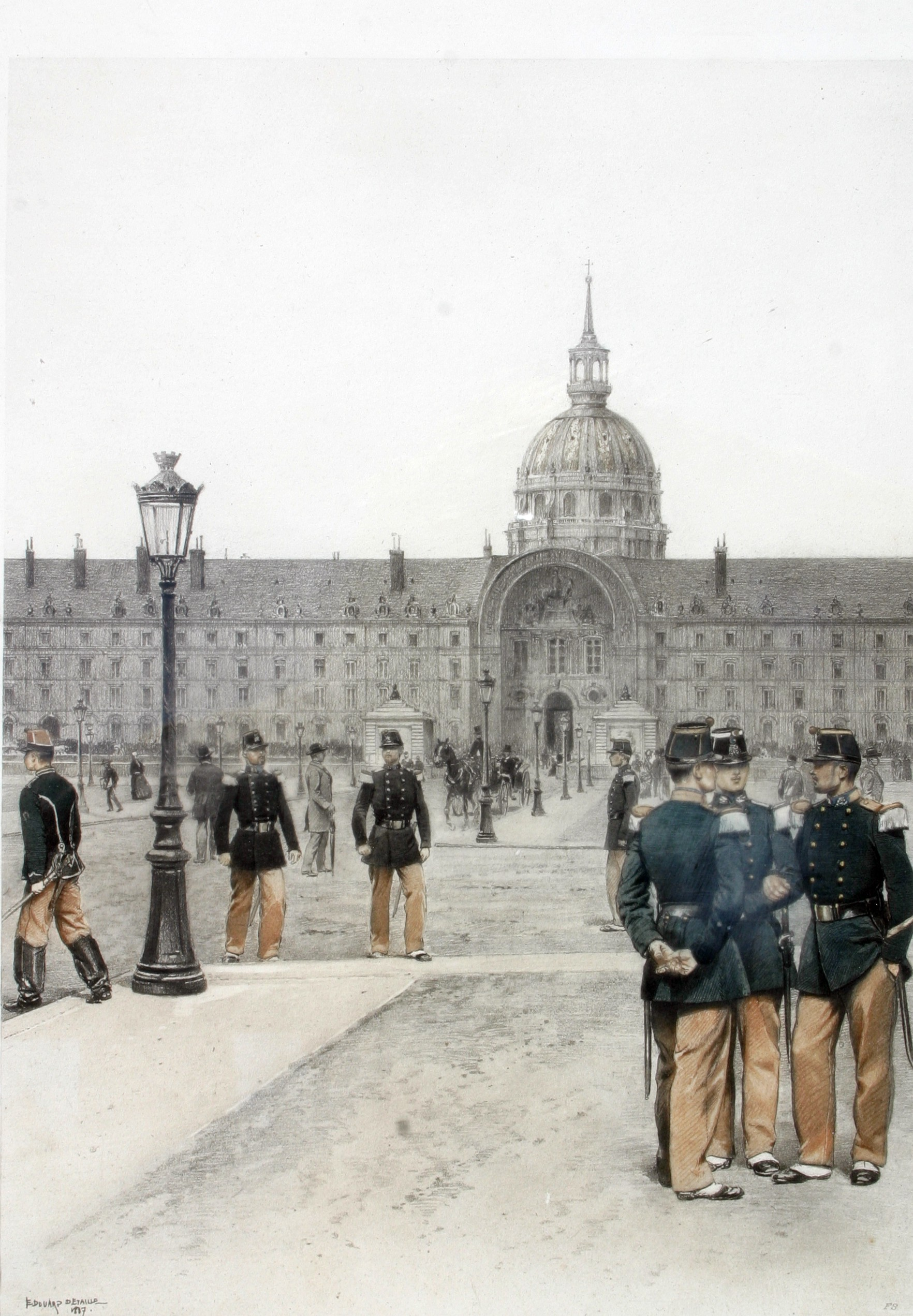
Cavaliers de remonte Commis - Cavriers Secretaire et Infirmiers, 1887.
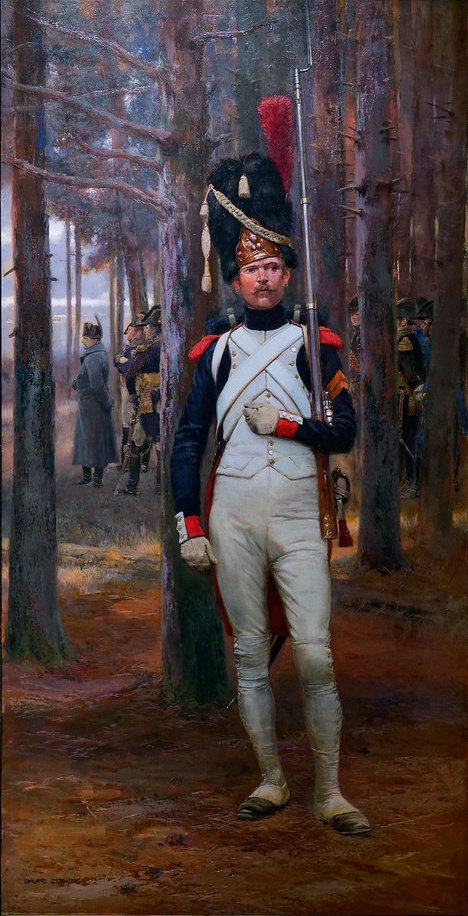
Granadero de la guardia imperial.